# Aliabad-e Bar Aftab
Aliabad-e Bar Aftab (perski: علي آباد برآفتاب) – wieś w Iranie, w ostanie Lorestan. W 2006 roku miejscowość liczyła 40 mieszkańców w 8 rodzinach.